# تنگ گچ
تنگ گچ، روستایی در دهستان رویدر بخش رویدر شهرستان خمیر در استان هرمزگان ایران است.

## جمعیت
بر پایه سرشماری عمومی نفوس و مسکن در سال ۱۳۹۵، جمعیت این روستا برابر با ۵۷ نفر (۱۵ خانوار) بوده‌است.